# Allium permixtum
Allium permixtum är en amaryllisväxtart som beskrevs av Giovanni Gussone. Allium permixtum ingår i släktet lökar, och familjen amaryllisväxter. IUCN kategoriserar arten globalt som otillräckligt studerad. Inga underarter finns listade i Catalogue of Life.